# Щавель узколистный
Щавель узколистный (лат. Rumex stenophyllus) — вид травянистых растений рода Щавель (Rumex) семейства Гречишные (Polygonaceae).

## Ботаническое описание

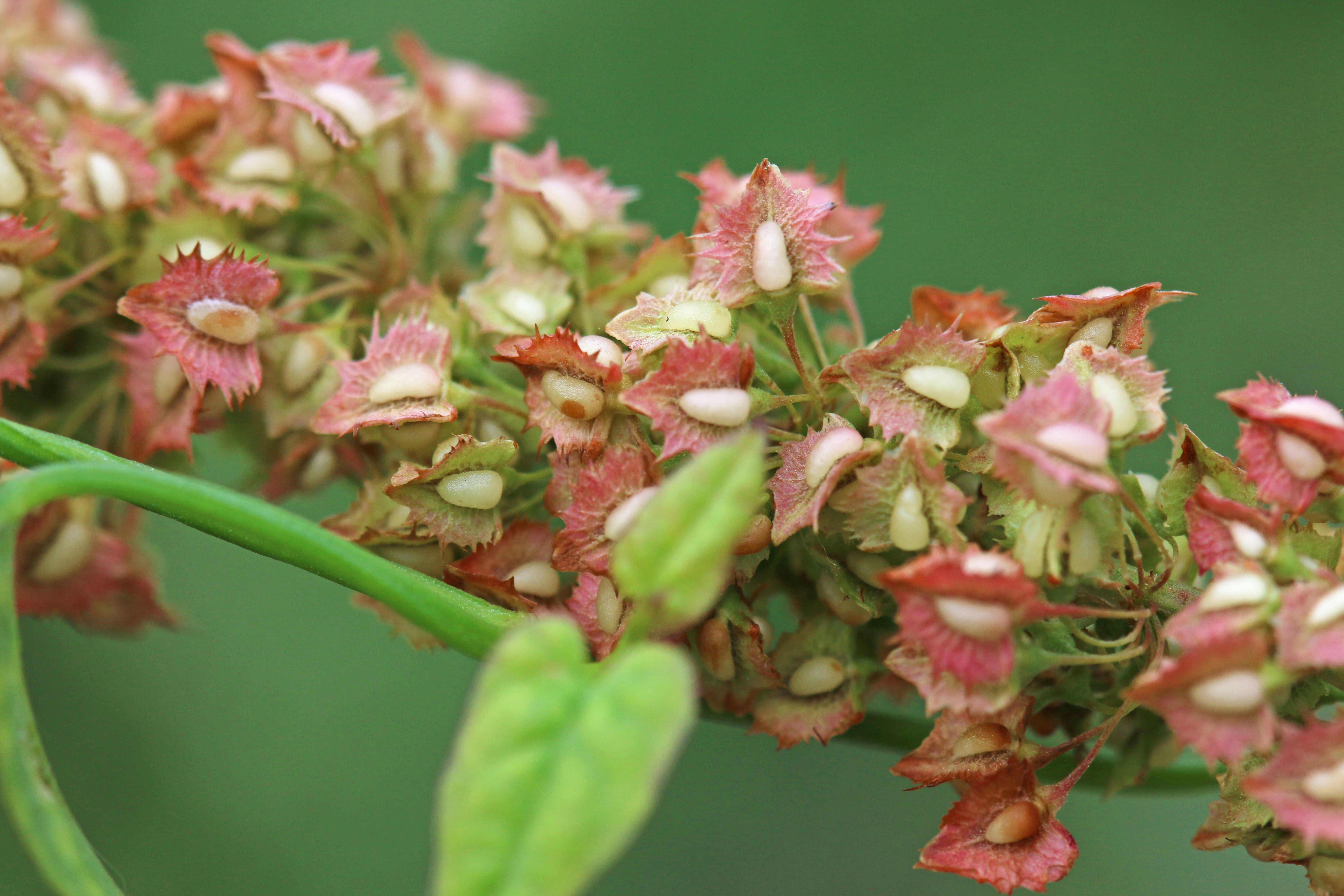
Соцветие

Многолетние травянистые растения. Стебель прямой, слегка бороздчатый, 40—75 см высотой. Листья линейно-ланцетовидные, или продолговатые, заострённые, к основанию клиновидно-суженные, плоские или немного волнистые, 4—17 см длиной и 0,6—4 см шириной; нижние на черешках немного короче пластинки, верхние — короткочерешковые или почти сидячие.
Мутовки многоцветковые, в кистях, собранных обыкновенно метельчатым, в нижней части облиственным соцветием. Цветоножки с сочленением в нижней части. Наружные доли околоцветника продолговатые, уже и короче внутренних, которые при плодах достигают 3,5—4 мм длины и 5 мм ширины, треугольно сердцевидные, все с желвачками по всему краю или большей нижней части его надрезаны на острые зубчики, которые в несколько раз короче ширины доли.

## Распространение и экология
Евразия. Встречается на влажных солонцеватых и болотистых лугах, приречных песках и галечниках, у дорог.

## Значение и применение
Крупным и мелким рогатым скотом поедается плохо. Немного лучше поедается лошадьми и верблюдами.

## Синонимы
- Rumex alluvius F.C.Gates & McGregor (1950)
- Rumex crispus var. odontocarpus Sándor ex Borbás (1879)
- Rumex odontocarpus (Sándor ex Borbás) Borbás (1887)
- Rumex stenophyllus f. frutescens Bihari (1926)
- Rumex stenophyllus var. frutescens (Bihari) P.D.Sell (2018)
- Rumex stenophyllus var. ussuriensis (Losinsk.) Kitag. (1979)
- Rumex ussuriensis Losinsk. (1936)